# Virginia Woolf
 (décembre 2023).
Si vous disposez d'ouvrages ou d'articles de référence ou si vous connaissez des sites web de qualité traitant du thème abordé ici, merci de compléter l'article en donnant les références utiles à sa vérifiabilité et en les liant à la section « Notes et références ».
Pour les articles homonymes, voir Woolf.
Virginia Woolf, née Adeline Virginia Alexandra Stephen le 25 janvier 1882 à Londres et morte le 28 mars 1941 à Rodmell, est une femme de lettres anglaise. Elle fait partie des principaux écrivains modernistes du XXe siècle.
Dans l'entre-deux-guerres, elle est une figure marquante de la société littéraire londonienne et une membre centrale du Bloomsbury Group, qui réunit des écrivains, des artistes et des philosophes anglais. Ses romans Mrs Dalloway (1925), La Promenade au phare (1927), Orlando (1928) et Les Vagues (1931), ainsi que l'essai féministe Une chambre à soi (1929), demeurent parmi ses écrits les plus célèbres.
En 1941, à l'âge de 59 ans, elle se suicide par noyade dans l'Ouse, près de Monk's House dans le village de Rodmell, où elle vivait avec son mari Leonard Woolf.

## Biographie

### Enfance

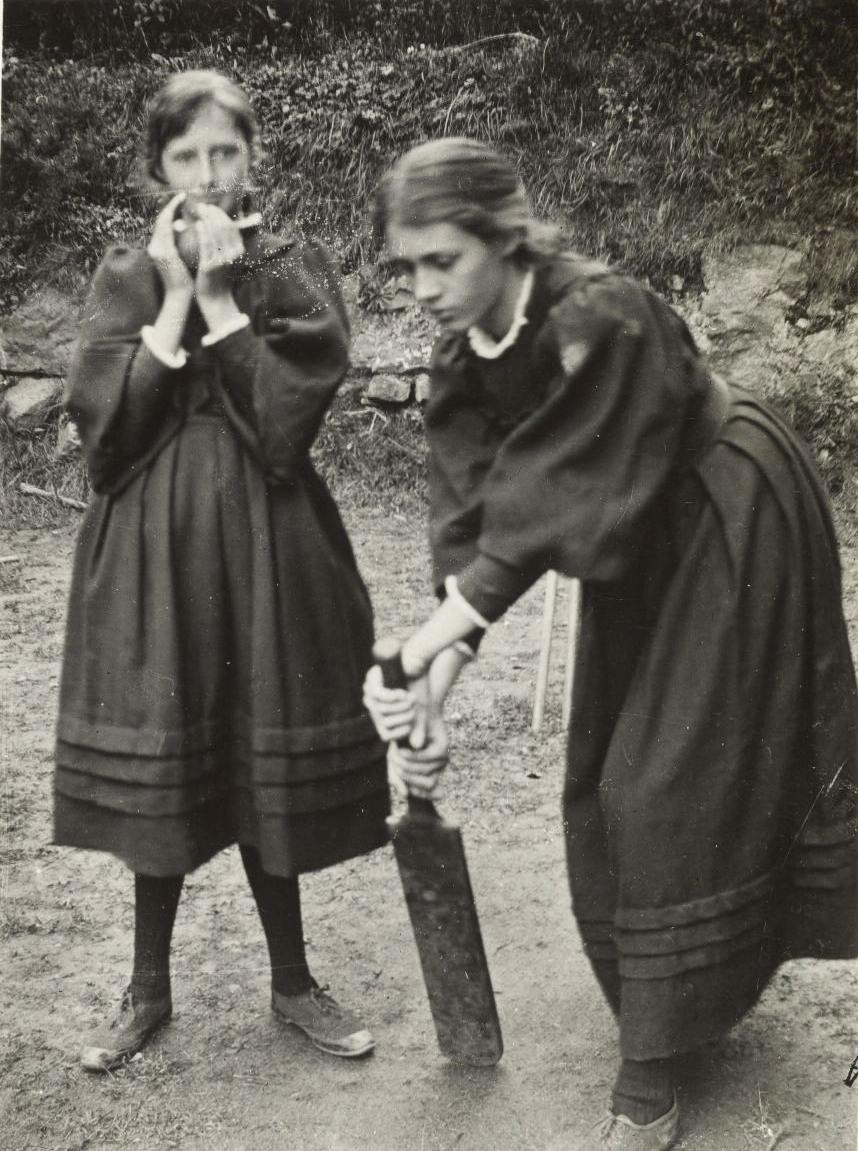
Virginia Woolf et sa sœur Vanessa jouant au cricket.

Virginia Woolf est née à Londres de Sir Leslie Stephen et Julia Stephen Duckworth (en) (dite aussi Julia Prinsep, née Julia Jackson, 1846-1895). Elle est éduquée par ses parents à leur domicile du 22, Hyde Park Gate, Kensington, dans une ambiance littéraire de la haute société.
Les parents de Virginia sont tous deux veufs lorsqu’ils se marient. Leur maison abrite les enfants de trois mariages différents. Il y a ceux de Julia et de son premier époux Herbert Duckworth : George Duckworth (1868-1934) qui abusera de la toute jeune Virginia, Stella Duckworth (1869-1897) et Gerald Duckworth (1870-1937). La fille de Leslie et de sa première épouse Harriet (Minny) Thackeray : Laura Makepeace Stephen, diagnostiquée handicapée mentale, vit avec eux avant d’être placée dans un asile en 1891 jusqu’à la fin de ses jours. Viennent ensuite les enfants de Leslie et de Julia : Vanessa (1879-1961), Thoby (1880-1906), Virginia et Adrian (1883-1948).
Sir Leslie Stephen, écrivain, éditeur et alpiniste, était veuf de la fille aînée du romancier William Makepeace Thackeray. Julia Stephen était, quant à elle, descendante d’une famille (les sœurs Pattle) déjà connue pour son rôle dans la vie intellectuelle de la société victorienne, comme le salon tenu au milieu du XIXe siècle par sa tante Sarah Prinsep (mère du peintre préraphaélite Val Princep). La mère de Virginia Woolf pose comme modèle, dès son plus jeune âge, pour des artistes de l'époque (comme plusieurs autres membres féminins de la famille). Ainsi Henry James, George Henry Lewes, Julia Margaret Cameron (une autre tante célèbre de Julia morte en 1879) et James Russell Lowell (le parrain de Virginia) comptent parmi les relations de ses parents.
Outre cet entourage culturel, Virginia Woolf a libre accès à la vaste bibliothèque familiale, où elle découvre les classiques et la littérature anglaise (à la différence de ses frères et de sa sœur qui reçoivent une éducation traditionnelle).
Dans ses mémoires, ses souvenirs d’enfance les plus vifs ne se situent pourtant pas à Londres, mais à St Ives en Cornouailles, où sa famille passe tous les étés jusqu’en 1895. Les souvenirs de vacances en famille, les impressions laissées par le paysage et le phare de Godrevy sont des sources d’inspiration notables de ses romans, en particulier Voyage au Phare (To the Lighthouse). Ses journaux intimes et sa correspondance, relatent également l'inceste qu'elle a subi de ses demi-frères, de vingt ans ses aînés, à partir de ses 6 ans et jusqu'à son départ de la maison, qui la marqueront et la détruiront profondément.

### Adolescence

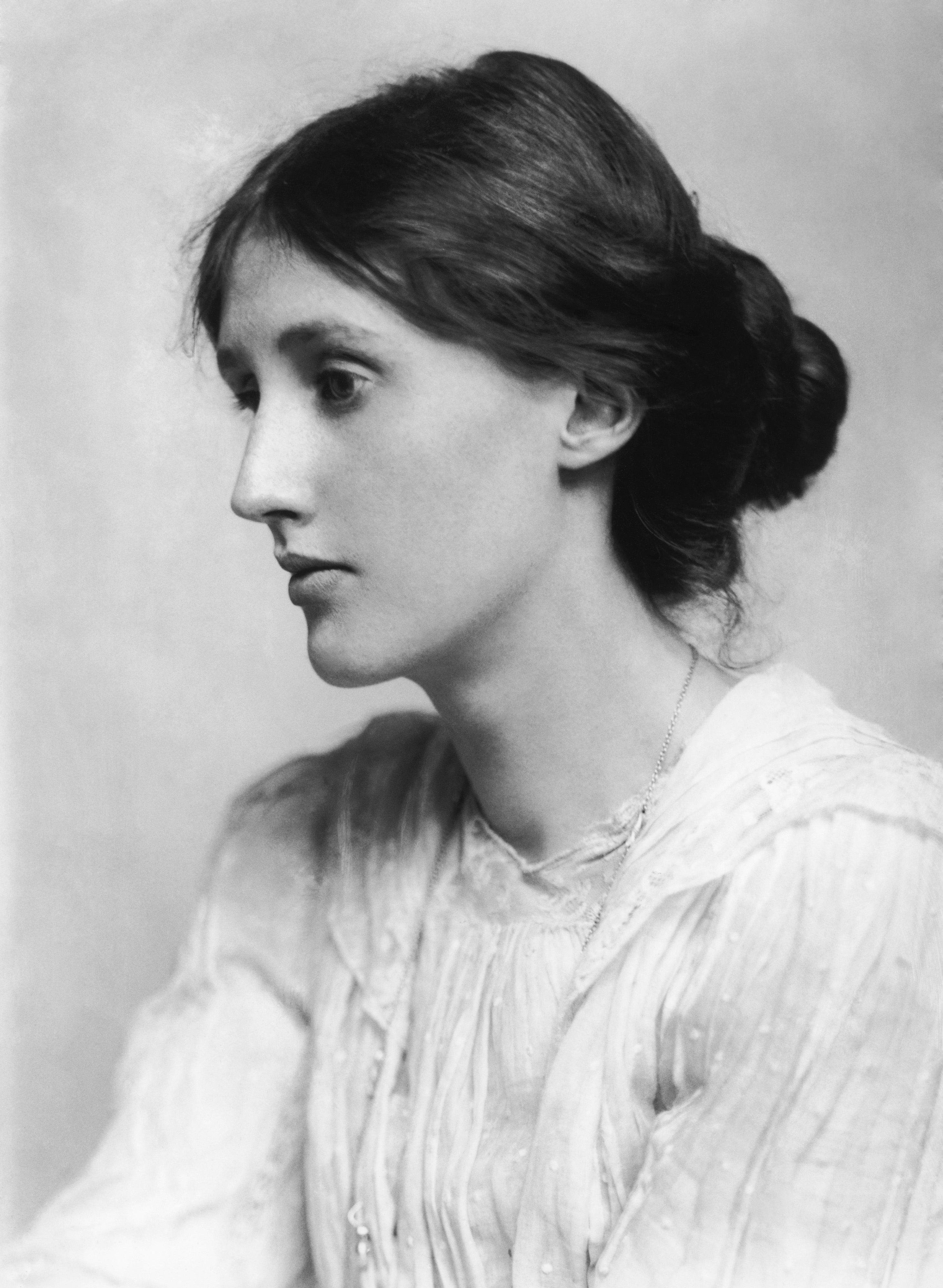
Portrait de Virginia Woolf à 20 ans
par George Charles Beresford, 1902.

La mort de sa mère, décédée de la grippe en 1895 alors que Virginia avait 13 ans, et celle de sa demi-sœur, Stella, deux ans plus tard, plongent l’adolescente dans sa première dépression nerveuse. La mort de son père en 1904 provoque un effondrement psychique majeur, et Virginia est brièvement internée et publie la même année son premier reportage. 
Après la mort de leur père, Virginia, Thoby, Vanessa et Adrian vendent le 22 Hyde Park Gate et louent une maison au 46 Gordon Square dans Bloomsbury. Ils y font la connaissance de Lytton Strachey, E.M. Forster, Clive Bell, Saxon Sydney-Turner (en), Duncan Grant et Leonard Woolf (un ancien étudiant de Cambridge, membre des Cambridge Apostles, tout comme Strachey, Keynes et Sydney-Turner), avec lesquels ils formeront le noyau du cercle d'intellectuels connu sous le nom de Bloomsbury Group.
En 1910, Virginia Woolf participe au « canular du Dreadnought », destiné à attirer l'attention sur le Bloomsbury Group. Horace de Vere Cole et ses amis se font passer pour une délégation de la famille royale d'Abyssinie ; ils réussissent à tromper la Royal Navy, qui leur fait visiter le navire amiral, le HMS Dreadnought.

### Âge adulte

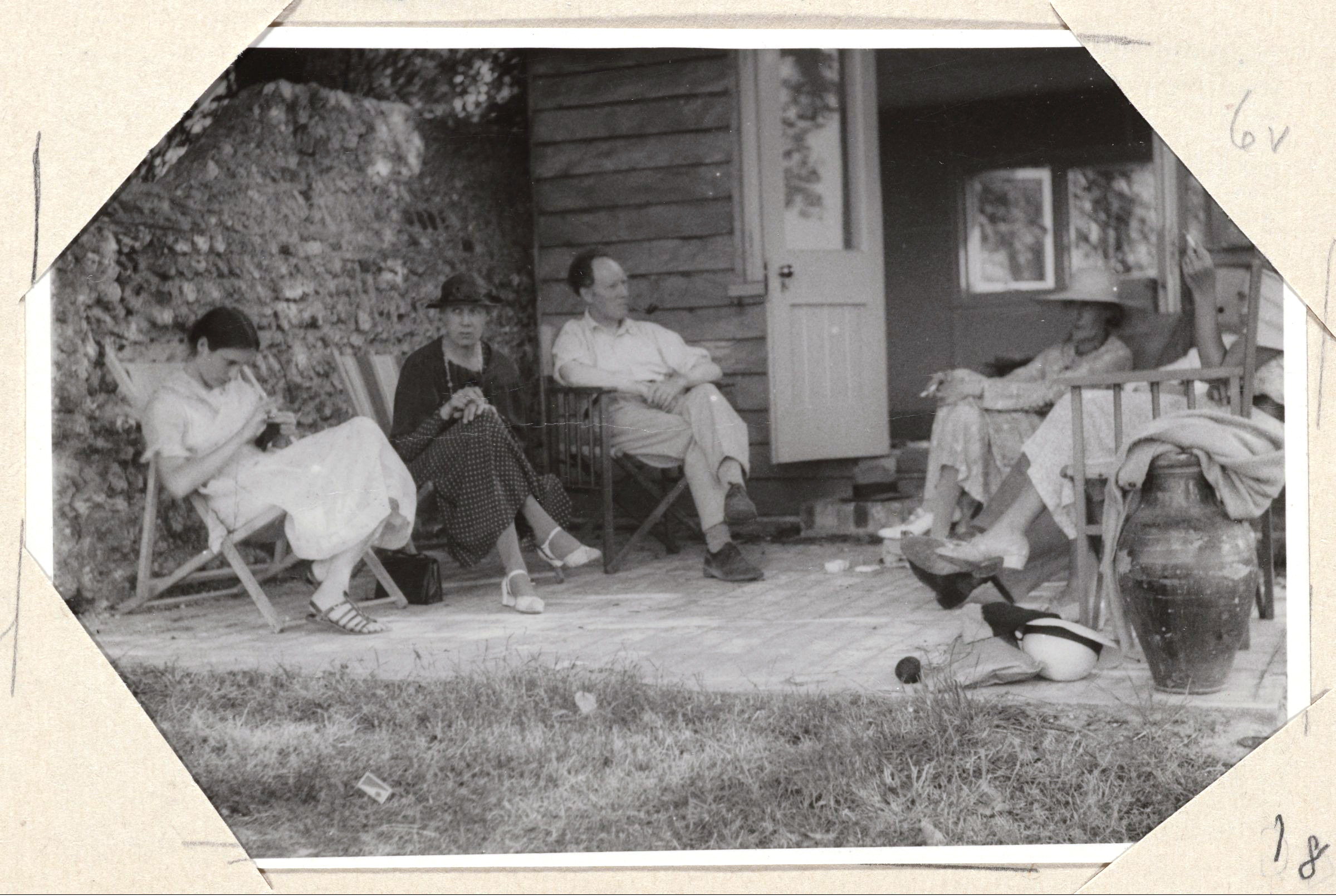
Angelica Garnett, Vanessa Bell, Clive Bell, Virginia Woolf, John Maynard Keynes et Lydia Lopokova à Monk's House.

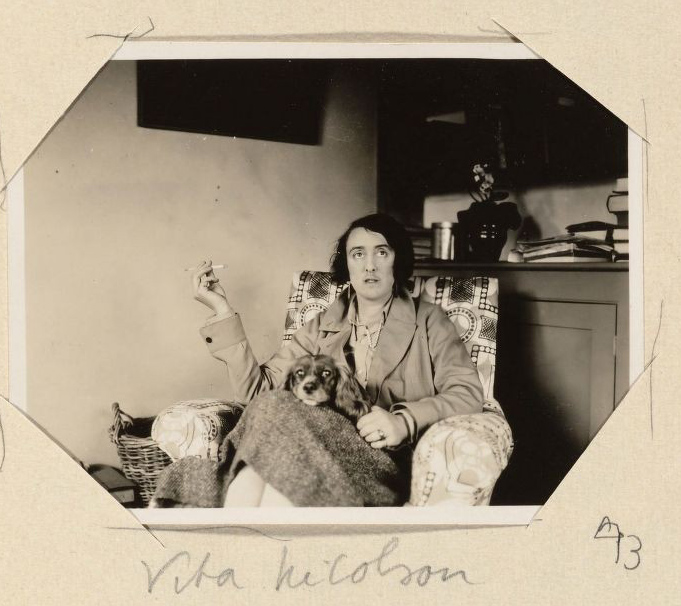
Vita Sackville-West à Monk's House.

En 1912, elle épouse l'écrivain Leonard Woolf, qu'elle avait désigné, dans un courrier annonçant leurs fiançailles, comme un « Juif sans le sou ». Les époux sont extrêmement liés, et en 1937 Virginia Woolf fait état dans son journal de l’immense plaisir que lui procure sa qualité d'épouse et de la complétude de son mariage. Ensemble, les Woolf fondent en 1917 la maison d'édition Hogarth Press qui publie la plupart des œuvres de Virginia Woolf. Cependant, elle ne ressent pas d'attirance physique envers son mari, ce qu'elle lui précise au tout début de leur relation, dans une lettre en réponse à sa demande en mariage.
Leonard Woolf confesse quant à lui dans plusieurs lettres adressées à des amis que sa relation avec Virginia Woolf est platonique, après quelques essais infructueux d'intimité. Leur relation marquée par l'honnêteté et l'égalité sera tout de même une des grandes joies de la vie de Virginia Woolf.
En 1922, lors d'une soirée chez les Bell, Virginia Woolf rencontre Vita Sackville-West, aristocrate, écrivaine et poétesse connue pour les liaisons lesbiennes qu'elle entretient. Les deux femmes développent un lien particulier, mais compliqué, qui oscillera entre complicité intellectuelle et liaison amoureuse, tout au long des années 1920. Cette relation est connue de Leonard Woolf, qui ne s'y oppose pas, défenseur des relations ouvertes comme plusieurs des autres membres du Bloomsbury group. Sackville-West se joindra d'ailleurs au Bloomsbury durant cette période, même si elle sort quelque peu du lot. En 1928, Virginia Woolf s'inspire de Vita Sackville-West pour créer Orlando, une biographie fantastique, dans laquelle le héros éponyme traverse les siècles et effectue une transition de genre à peu près à mi-parcours à la suite d'une sorte de « dormition ». Nigel Nicolson, fils de Vita Sackville-West, a décrit le roman comme « la plus longue et la plus charmante lettre d'amour de la littérature ». Après leur liaison, les deux femmes restent amies. Leur correspondance extensive, s'étendant sur près de vingt ans, révèle une facette de Woolf plutôt méconnue du public, très différente de son image populaire de femme virginale et refermée sur elle-même.
D'après Vita, « [Virginia Woolf] dislikes the possessiveness and love of domination in men. In fact she dislikes the quality of masculinity; says that women stimulate her imagination, by their grace & their art of life » (Virginia Woolf n'aime pas la possessivité et l'amour de la domination des hommes. En fait elle n'aime pas la masculinité ; elle dit que les femmes stimulent son imagination par leur grâce et leur art de la vie).
Virginia Woolf eut des relations avec plusieurs femmes, la plus connue étant sa relation avec Vita Sackville-West,, mais aussi avec Sibyl Colefax, Ottoline Morrell ou encore Mary Hutchinson. Virginia avait aussi confié à Vita que Madge Symonds avait été l'une de ses premieres amours. Elle était aussi tombée amoureuse de Violet Dickinson.
Les Woolf ont beaucoup d'amis. Au-delà des membres du Bloomsbury Group, Virginia Woolf compte notamment parmi ses plus grandes amies Madge Vaughn (la fille de John Addington Symonds qui inspire le personnage Sally Seton dans Mrs Dalloway), Violet Dickinson, et la compositrice Ethel Smyth. Elle est aussi très proche de sa sœur Vanessa Bell.

### Mort
Virginia Woolf se suicide le 28 mars 1941 par noyade dans l'Ouse, la rivière près de Monk's House, sa maison de Rodmell. Elle laisse une note à son mari et une autre à sa sœur, où elle évoque sa certitude de « devenir folle », les difficultés de concentration et la détresse liées à la réapparition de symptômes psychiatriques graves, ainsi que la culpabilité qu'elle éprouve vis-à-vis de Leonard Woolf en raison de son état de santé. Son corps est retrouvé trois semaines plus tard, le 18 avril. Leonard Woolf enterre ses cendres dans le jardin de Monk's House.

## Œuvre

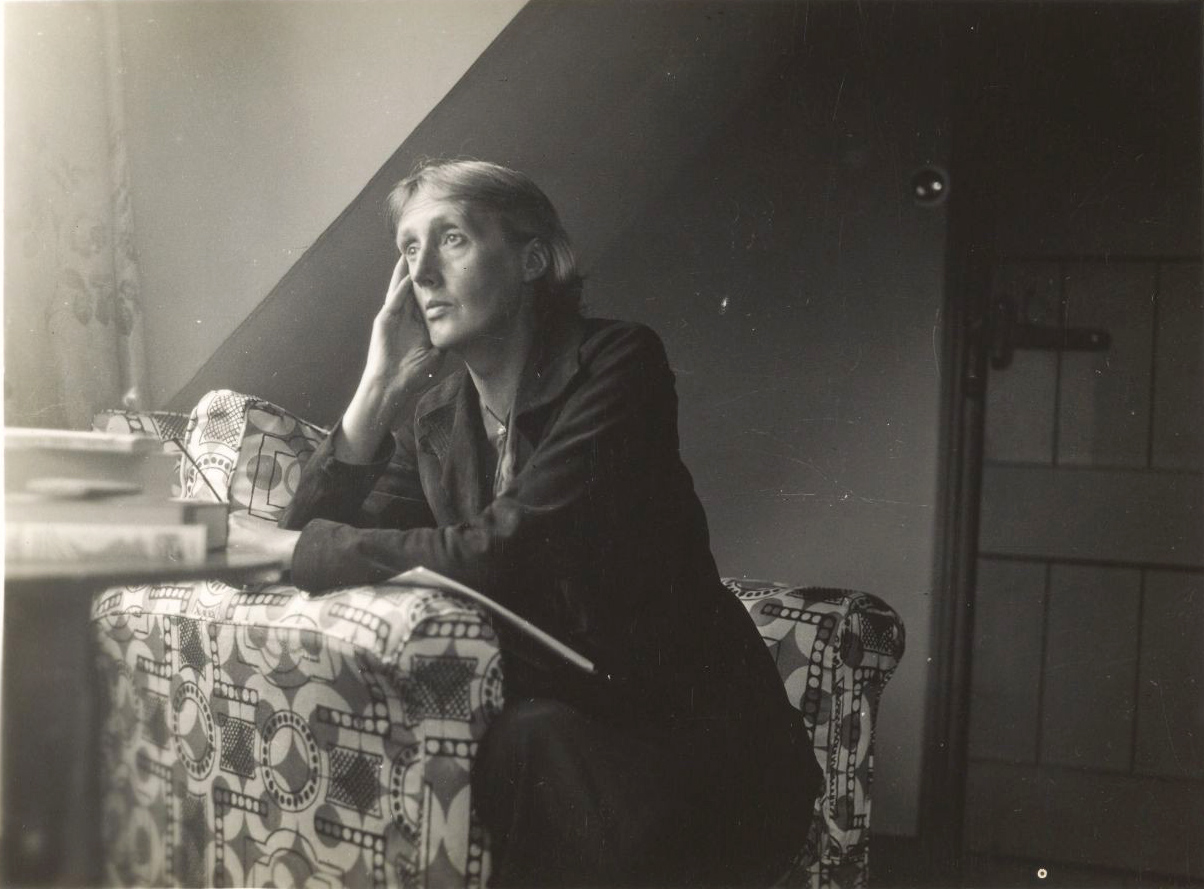
Virginia Woolf à Monk's House.

Virginia Woolf commence l'écriture comme activité professionnelle en 1905 pour le supplément littéraire du Times. Son premier roman, The Voyage Out (La Traversée des apparences, traduit aussi Croisière, ou Traversées), est publié en 1915. Ses romans et ses essais rencontrent un succès aussi bien auprès de la critique que du grand public. La plupart de ses œuvres sont publiées à compte d'auteur à la Hogarth Press. Virginia Woolf est considérée comme l'une des plus grandes romancières du XXe siècle et des plus grandes innovatrices dans la littérature anglaise. Dans ses œuvres, qui délaissent l'intrigue et la progression dramatique, elle expérimente la description des aspects sous-jacents de ses personnages, aussi bien psychologiques qu'émotionnels (rêveries, états d'âme, pensées contradictoires ou diffuses s'entremêlant), ainsi que les multiples possibilités de narration dans une chronologie diffractée ou morcelée ; un lyrisme intense et sa virtuosité stylistique génèrent une atmosphère où impressions auditives et visuelles foisonnent. Selon E. M. Forster, Woolf a poussé la littérature anglaise « un peu plus contre les ténèbres ». Cette écriture du « flux de conscience » marquera profondément le roman moderne au début du XXe siècle et son influence reste significative aujourd'hui.

### Romans
Mrs Dalloway est un roman de Virginia Woolf, publié en 1925, décrivant la journée d'une femme de la haute société dans l'Angleterre d'après la Première Guerre mondiale. Il s'agit d'un des romans de Woolf les plus connus.
La Promenade au phare (titre original : To the Lighthouse) est paru en mai 1927. Le récit se concentre sur la famille Ramsay, et sur leurs visites à l'île de Skye en Écosse entre 1910 et 1920. Il figure à la 15e place dans la liste des cent meilleurs romans de langue anglaise du xxe siècle établie par la Modern Library en 1998 .
Orlando (titre original Orlando: A Biography) est un roman de Virginia Woolf, paru en 1928. Le livre se présente comme une biographie imaginaire et par moments parodique.
Les Vagues (titre original : The Waves), publié en 1931, est le roman le plus expérimental de Virginia Woolf. Il consiste en monologues parlés par les six personnages du roman. Les monologues sont interrompus par neuf brefs interludes à la troisième personne, qui détaillent une scène côtière à différents moments du jour, de l'aube au crépuscule.

### Nouvelles
Virginia Woolf a écrit de nombreuses nouvelles au fil de sa carrière. Elle publie son premier recueil de nouvelles en collaboration avec Leonard Woolf en juillet 1917 : Two Stories, il est composé de deux nouvelles, « The Mark on the Wall » par Virginia Woolf et « Three Jewish » par Leonard Woolf. L'ouvrage se composait de 32 pages, reliées et cousues à la main, et illustrées par des gravures sur bois conçues par Dora Carrington. D'autres nouvelles courtes ont suivi, y compris Kew Gardens en 1919, La Maison hantée (titre original : A Haunted House and Other Stories) en 1943 et Autour de Mrs. Dalloway ou Mrs. Dalloway dans Bond Street, selon la traduction, (titre original : Mrs. Dalloway's Party) publié à titre posthume en 1973.

### Pièce de théâtre
Virginia Woolf a fait des recherches sur la vie de sa grand-tante, la photographe Julia Margaret Cameron, publiant ses découvertes dans un essai intitulé Pattledom (1925), et plus tard, dans son introduction à son édition de 1926 , des photographies de Cameron. Elle avait commencé à travailler sur une pièce basée sur un épisode de la vie de Cameron en 1923, mais l'avait abandonnée. Finalement, la pièce Freshwater fut jouée le 18 janvier 1935 au studio de sa sœur, Vanessa Bell, rue Fitzroy. Woolf l'a dirigée elle-même et les acteurs étaient principalement des membres du Bloomsbury group, y compris elle-même. Freshwater est une courte comédie en trois actes, réalisée une seule fois dans la vie de Woolf. Sous les éléments comiques, il y a une exploration satirique du changement de génération et du sujet de la liberté artistique. Cameron et Woolf se sont toutes deux battues contre la dynamique de classe et de genre du victorianisme. La pièce montre des liens avec le roman La Promenade au phare et l’essai Une chambre à soi qui suivirent.

### Essais et critiques
Virginia Woolf a écrit plus de 500 essais et textes critiques. Tous ne furent pas publiés durant sa vie. Peu de temps après son décès, Leonard Woolf édite une édition de ses essais non publiés intitulée The Moment and other Essays.
Parmi les essais de Virginia Woolf, l'un des plus connus est Une chambre à soi (titre original : A Room of One's Own), ou Un lieu à soi dans la traduction de Marie Darrieussecq. Cet essai, publié pour la première fois en 1929, traite de la place des écrivaines dans la littérature. Ce texte est considéré comme tenant une place importante dans l'histoire du féminisme.

### Correspondances
La correspondance de Virginia Woolf est assez conséquente, elle entretient notamment une correspondance avec l'écrivain et critique Lytton Strachey. Celle-ci est publiée entre 1975 et 1980 sous le titre The Letters of Virginia Woolf (en français : Ce que je suis en réalité demeure inconnu : lettres, 1901-1941).
Virginia Woolf a également entretenu une correspondance avec Vita Sackville-West de 1923 à 1941. La correspondance des deux femmes est publiée en 1984 sous le titre The Letters of Vita Sackville-West to Virginia Woolf (en français : Correspondance 1923-1941, avec Vita Sackville-West).

## Travaux récents

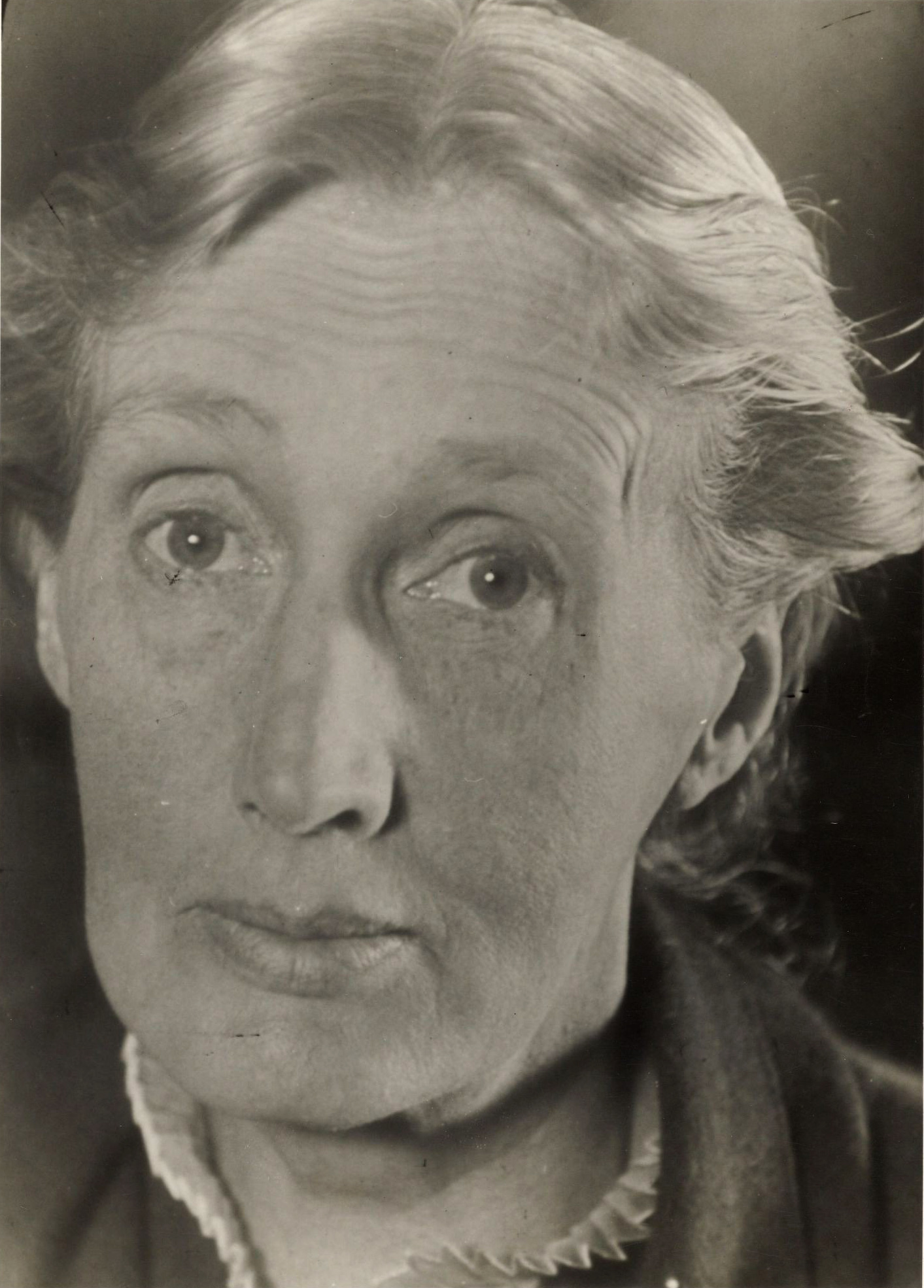
Virginia Woolf en 1939.

Certaines études sur Virginia Woolf sont centrées sur les thèmes féministes et lesbiens dans son travail, comme dans l'anthologie d'essais critiques en 1997 Virginia Woolf: Lesbian Readings (Virginia Woolf : Lectures lesbiennes), publiée par Eileen Barrett et Patricia Cramer. Louise A. DeSalvo suggère un abus sexuel incestueux que subit Virginia quand elle était jeune dans Virginia Woolf: The Impact of Childhood Sexual Abuse on her Life and World (Virginia Woolf : L'impact des abus sexuels subis pendant son enfance sur sa vie et son monde). Parmi les autres thèmes étudiés, on trouve le syndrome commotionnel, la guerre, les classes et la société britannique moderne. Les essais de Virginia tels qu’Une chambre à soi et Trois guinées traitent de l'éducation féminine et du rôle joué par les femmes dans les canons littéraires occidentaux.
En 1982, chargée de célébrer le centenaire de la naissance de Virginia Woolf, Viviane Forrester fait jouer sa pièce Freshwater à Paris (elle choisit pour metteuse en scène Simone Benmussa) (représentations également à New York, Londres et Spoleto), interprétée par des écrivains, comme elle-même, Eugène Ionesco, Nathalie Sarraute, Alain Robbe-Grillet.
Le roman Orlando a fait l’objet, de deux adaptations récentes au théâtre, à savoir une adaptation créée en 1993 au Théâtre Vidy-Lausanne dans une mise en scène de Bob Wilson avec Isabelle Huppert, présentée à Paris à l’Odéon dans le cadre du Festival d’Automne la même année, et une adaptation créée en 2019 à la Schaubühne de Berlin dans une mise en scène de Katie Mitchell (en) avec la troupe de la Schaubühne, également présentée à l’Odéon-Théâtre de l’Europe la même année.
En 2002, le film The Hours, fondé sur la vie de Virginia Woolf et sur son roman Mrs Dalloway, est nommé pour l'Oscar du meilleur film. Celui-ci est adapté du roman de Michael Cunningham, publié en 1998 et prix Pulitzer. The Hours était le titre provisoire de Virginia Woolf pour Mrs Dalloway. Certains spécialistes de Virginia Woolf ont exprimé des critiques ; selon eux, ni le roman, ni le film ne sauraient être considéré comme un exposé correct ou une critique littéraire de Mrs Dalloway.
En 2011, paraît l'ouvrage collectif Virginia Woolf : L'écriture refuge contre la folie dirigé par Stella Harrison, avant-propos de Jacques Aubert avec Nicolas Pierre Boileau, Luc Garcia, Monique Harlin, Stella Harrison, Sophie Marret, Ginette Michaux, Pierre Naveau et Michèle Rivoire, Éditions Michèles, collection Je est un autre, Paris 2011.
En 2012, Gallimard publie dans sa collection de la Bibliothèque de la Pléiade une nouvelle traduction des œuvres romanesques de Virginia Woolf ainsi qu'un recueil de nouvelles, Lundi ou mardi, et quelques nouvelles isolées. Virginia Woolf est la neuvième femme de lettres à entrer dans la Pléiade.
En 2018, un film, Vita and Virginia, de Chanya Button, se focalise sur la relation des deux rôles titres. Virginia Woolf est représentée sous les traits d'Elizabeth Debicki face à Gemma Arterton dans le rôle de Vita Sackville-West.

## Hommages
Virginia Woolf est une des 39 convives attablées dans l'œuvre d’art contemporain The Dinner Party (1974-1979) de Judy Chicago.
En 1986, la chanteuse Jeanne Mas lui rend hommage sur la photo de la pochette de son deuxième album Femmes d'aujourd'hui. Sur cette pochette, on voit plusieurs livres dont Diario de una scrittrice, publication italienne de A writer's diary de Virginia Woolf. Jeanne Mas dira en interview, qu'à travers cette pochette et les différents objets qu'on peut y voir, elle a voulu rendre hommage à divers aspects des femmes, et que le livre de Virginia Woolf évoque la dimension intellectuelle des femmes.
Un cratère vénusien, Woolf, a été nommé en son honneur en 1991.
En musique, des chansons lui sont dédiées, comme la chanson Dans les rues de Londres (2005) de Mylène Farmer, What the Water Gave Me et Never Let Me Go du groupe anglais Florence and the Machine, ainsi que la chanson Virginia (2008) de la chanteuse finlandaise Vuokko Hovatta (fi). Ainsi qu'un titre de Max Richter, Tuesday sur l'album Three worlds : music from Wolff works

## Liste des œuvres

### Romans
- The Voyage Out (1915) Publié en français sous le titre La Traversée des apparences, trad. L. Savitzky, Paris, Le Cahier gris, 1948 ; rééditions : Flammarion, 1977 ; Le Livre de poche, 1982 ; Garnier-Flammarion, 1985. Publié en français dans une nouvelle traduction d'Armel Guerne sous le titre Croisière, Robert Marin, 1952. Publié en français dans une nouvelle traduction de Jacques Aubert sous le titre Traversées, dans Œuvres romanesques, tome I, Gallimard, Bibliothèque de la Pléiade, 2012.
- Night and Day (1919) Publié en français sous le titre Nuit et Jour, trad. de Maurice Bec, Catalogne, 1933. Publié en français dans une nouvelle traduction de Catherine Orsot-Naveau sous le titre Nuit et Jour, Flammarion, 1984 ; réédition, Seuil/Points. Signatures no P2604, 2011 Publié en français dans une nouvelle traduction de Françoise Pellan sous le titre Nuit et Jour, dans Œuvres romanesques, tome I, Gallimard, Bibliothèque de la Pléiade, 2012.
- Jacob's Room (1922) Publié en français sous le titre La Chambre de Jacob, trad. Jean Talva, Stock, 1942 ; rééditions : Plon, 1958 ; Le Livre de poche, 1984. Publié en français dans une nouvelle traduction de Magalie Merle sous le titre La Chambre de Jacob, LGF, Le Livre de Poche/La Pochothèque, 1993 ; réédition, Le Livre de poche/Biblio no 3049, 2005. Publié en français dans une nouvelle traduction d'Agnès Desarthe sous le titre La Chambre de Jacob, Stock, 2008. Publié en français dans une nouvelle traduction d'Adolphe Haberer sous le titre La Chambre de Jacob, dans Œuvres romanesques, tome I, Gallimard, Bibliothèque de la Pléiade, 2012 ; réédition, Folio no 5501, 2012.
- Mrs Dalloway (1925) Publié en français sous le titre Mrs Dalloway, trad. Simone David, Stock, 1929 ; rééditions : Stock, 1958 et 1973 ; Éditions Rencontre, 1969 ; Le Livre de poche, 1984. Publié en français dans une nouvelle traduction de Pascale Michon sous le titre Mrs Dalloway, LGF, Le Livre de Poche/La Pochothèque, 1993 ; réédition, Le Livre de poche/Biblio no 3012, 2000. Publié en français dans une nouvelle traduction de Marie-Claire Pasquier sous le titre Mrs Dalloway, Gallimard, Folio no 2643, 1994 ; réédition de cette traduction corrigée dans Œuvres romanesques, tome I, Gallimard, Bibliothèque de la Pléiade, 2012.
- To the Lighthouse[39] (1927) Publié en français sous le titre La Promenade au phare, trad. Maurice Lanoire, Stock, 1929, 1958, 1973, 1979 ; rééditions : Le Livre de Poche, 1974 et 1983. Publié en français dans une nouvelle traduction de Magalie Merle sous le titre Voyage au phare, LGF, Le Livre de Poche/La Pochothèque, 1993 ; réédition, Le Livre de poche/Biblio, 2013. Publié en français dans une nouvelle traduction d'Anne Wicke sous le titre Au phare, Stock, 2009. Publié en français dans une nouvelle traduction de Françoise Pellan sous le titre Vers le phare, Gallimard, Folio no 2816, 1996 ; réédition de cette traduction corrigée dans Œuvres romanesques, tome II, Gallimard, Bibliothèque de la Pléiade, 2012.
- Orlando, a biography (1928) Publié en français sous le titre Orlando, trad. Charles Mauron, Delamain et Boutelleau, 1948 et 1957 ; rééditions : Stock, 1974 ; Le Livre de Poche, 1982. Publié en français dans une nouvelle traduction de Catherine Pappo-Musard sous le titre Orlando, LGF, Le Livre de Poche/La Pochothèque, 1993 ; réédition, Le Livre de poche/Biblio no 3002, 2002. Publié en français dans une nouvelle traduction de Jacques Aubert sous le titre Orlando, dans Œuvres romanesques, tome II, Gallimard, Bibliothèque de la Pléiade, 2012.
- The Waves (1931) Publié en français sous le titre Les Vagues, trad. Marguerite Yourcenar, Delamain et Boutelleau/Stock, 1937 ; rééditions : Plon, 1957 ; Stock, 1974 ; LGF, Le Livre de Poche/La Pochothèque, 1993 ; Le Livre de Poche/Biblio no 3011, 1982 et 2000. Publié en français dans une nouvelle traduction de Cécile Wajsbrot sous le titre Les Vagues, Callmann-Lévy, 1993 ; réédition, C. Bourgois, 2008. Publié en français dans une nouvelle traduction de Michel Cusin, en collaboration avec Adolphe Haberer sous le titre Les Vagues, dans Œuvres romanesques, tome II, Gallimard, Bibliothèque de la Pléiade, 2012 ; réédition, Folio no 5385, 2012.
- Flush, a biography (1933) Publié en français sous le titre Flush : une biographie, trad. Charles Mauron, Delamain et Boutelleau, 1935 ; rééditions Stock, 1979 ; LGF, Le Livre de Poche/Biblio no 3069, 1987 ; Le Bruit du temps, 2010. Publié en français dans une nouvelle traduction de Josiane Paccaud-Huguet sous le titre Flush, dans Œuvres romanesques, tome II, Gallimard, Bibliothèque de la Pléiade, 2012.
- The Years (1937) Publié en français sous le titre Années, trad. Germaine Delamain, Delamain et Boutelleau, 1938 ; réédition, Stock, 1979 ; Le Livre de Poche/Biblio no 3057, 1985 ; rééditions de cette traduction révisée par Colette-Marie Huet sous le titre Les Années : Mercure de France, 2004 ; Folio no 4651, 2008. Publié en français dans une nouvelle traduction de André Topia sous le titre Les Années, dans Œuvres romanesques, tome II, Gallimard, Bibliothèque de la Pléiade, 2012.
- Between The Acts (1941) Publié en français sous le titre Entre les actes, trad. Yvonne Genova, Éditions Charlot, 1944 Publié en français dans une nouvelle traduction de Charles Cestre sous le titre Entre les actes, Delamain et Boutelleau, 1947 ; Le Livre de Poche/Biblio no 3068, 1986 ; LGF, Le Livre de Poche/La Pochothèque, 1993. Publié en français dans une nouvelle traduction de Michèle Rivoire sous le titre Entre les actes, dans Œuvres romanesques, tome II, Gallimard, Bibliothèque de la Pléiade, 2012.

### Recueils de nouvelles
- Kew Gardens (1919) Publié en français sous le titre Kew Gardens, trad. Pierre Nordon, LGF, Le Livre de Poche/La Pochothèque, 1993 ; réédion : LGF, Le livre de poche bilingue. Série anglaise no 8767, 1993. Publié en français dans une nouvelle traduction de Michèle Rivoire sous le titre Kew Gardens, dans Œuvres romanesques, tome I, Gallimard, Bibliothèque de la Pléiade, 2012.
- Monday or Tuesday (1921) Publié en français sous le titre Lundi ou mardi, trad. Pierre Nordon, LGF, Le Livre de Poche/La Pochothèque, 1993. Publié en français dans une nouvelle traduction de Michèle Rivoire sous le titre Lundi ou mardi, dans Œuvres romanesques, tome I, Gallimard, Bibliothèque de la Pléiade, 2012.Publié dans une version bilingue anglais-français sous le titre Lundi ou mardi/Monday or Tuesday, traduit, préfacé et annoté par Michèle Rivoire, collection Folio bilingue (n° 189), Gallimard, 2014.
- A Haunted House and Other Stories (1943) Publié en français sous le titre La Maison hantée, trad. Hélène Bokanowski, Charlot, 1946.
- Mrs. Dalloway's Party (1973) Publié en français sous le titre Mrs. Dalloway dans Bond Street, trad. Pierre Nordon, LGF, Le Livre de Poche/La Pochothèque, 1993. Publié en français dans une nouvelle traduction de Michèle Rivoire sous le titre Autour de Mrs. Dalloway, dans Œuvres romanesques, tome I, Gallimard, Bibliothèque de la Pléiade, 2012.
- The Complete Shorter Fiction (1985) Publié en français sous le titre La Fascination de l'étang, trad. Josée Kamoun, Seuil, 1990 ; réédition : Seuil, Points no 484, 1991 ; Seuil, Point/Nouvelles no 1145, 2003.
- Carlyle's House and Other Skeches (2003) Publié en français sous le titre La Maison de Carlyle et autres esquisses, trad. Agnès Desarthe, Mercure de France, 2004.

### Autres textes
- Modern Fiction (1919) Publié en français dans un choix de textes sous le titre L'Art du roman, trad, Rose Celli, Seuil, 1963 et 1991 ; réédition : Seuil, Point/Signatures no P2084, 2009.
- Freshwater (1923), une pièce de théâtre écrite pour les proches de l'auteure. Publié en français sous le titre Freshwater, trad. Élisabeth Janvier, Des Femmes, 1981.
- Nurse Lugton's Golden Thimble (1924), histoire pour enfant qui aurait été écrite pour sa nièce.
- The Common Reader (1925) Publié en français dans un choix de textes sous le titre Essais, trad. Claudine Jardin, Seghers, 1976. Publié en français dans un choix de textes sous le titre Beau Brummel, trad. Guillaume Villeneuve, Obsidiane, 1985. Publié en français dans un choix de textes sous le titre Entre les livres, trad. Jean Pavans, La Différence, 1990. Publié en français dans une version intégrale incluant The Second Common Reader sous le titre Le Commun des lecteurs, trad. Céline Candiard, L'Arche, 2004.
- Victorian Photographs of Famous Men and Fair Women (1926) – introduction de la première monographie sur la photographe Julia Margaret Cameron, dont elle était la petite-nièce.
- Time Passes (1926) Publié en français sous le titre Le temps passe, édition bilingue, trad. Charles Mauron, postface James M. Haule, Le Bruit du temps, 2010.
- A Room of One's Own (1929) Publié en français sous le titre Une chambre à soi, trad. Clara Malraux, Gonthier, 1965 ; rééditions : Denoël, 1977 ; 10/18 no 2801, 1996. Publié en français dans une nouvelle traduction d'Élise Argaud sous le titre Une pièce bien à soi, Payot & Rivages, Rivages poche, Petite bibliothèque no 733, 2011. Publié en français dans une nouvelle traduction annotée de Jean-Yves Cotté sous le titre Une chambre à soi, Gwen Catalá Éditeur , 2016 (édition bilingue - publication numérique et papier) – publié précédemment aux éditions publie.net en 2013 sous le titre Une pièce à soi (publication numérique et papier), épuisé. Publié en français dans une nouvelle traduction de Marie Darrieussecq sous le titre Un lieu à soi, éditions Denoël, 2016.
- On Being Ill (1930) Publié en français sous le titre De la maladie, trad. et préface Élise Argaud, Payot & Rivages, Rivages poche, Petite bibliothèque no 562, 2007,  (ISBN 2743616377).
- The London Scene (1931) Publié en français sous le titre La Scène londonienne, trad. Pierre Alien, C Bourgois, 1984 et 2006.
- A Letter to a Young Poet (1932) Publié en français sous le titre Lettre à un jeune poète, trad, de Jacqueline Délia, Arléa, 1996. Publié en français dans une nouvelle traduction de Guillaume Villeneuve sous le titre À John Lehmann, lettre à un jeune poète, Mille et Une Nuits, Petite collection no 203, 1998. Publié en français dans une nouvelle traduction de Maxime Rovere sous le titre Lettre à un jeune poète, Payot & Rivages, Rivages poche, Petite bibliothèque no 785, 2013.
- The Second Common Reader (1933) Publié en français dans une version intégrale incluant The Common Reader sous le titre Le Commun des lecteurs, L'Arche, 2004
- Three Guineas (1938) Publié en français sous le titre Trois guinées, trad. Viviane Forrester, Des Femmes, 1977 ; réédition : 10/18 no 3451, 2002. Publié en français dans une nouvelle traduction de Léa Gauthier sous le titre Trois guinées, Blackjack éditeur, 2012. Publié en français dans une nouvelle traduction annotée de Jean-Yves Cotté sous le titre Trois guinées, Gwen Catalá Éditeur, 2016 (édition bilingue – publication numérique et papier) – publié précédemment par les éditions publie.net en 2014 (publication numérique et papier), épuisé.
- Roger Fry: a Biography (1940) Publié en français sous le titre La Vie de Roger Fry, trad. Jean Pavans, Payot, 1999 ; réédition : Payot & Rivages, Rivages poche no 397, 2002.
- Thoughts on Peace in an Air Raid (1940) Publié en français sous le titre Pensées sur la paix dans un raid aérien[40], essai traduit de l'anglais par David Leblanc, Liberté, n° 278 (novembre 2007), p. 106-110.
- The Death of the Moth and Other Essays (1942) Publié en français sous le titre La Mort de la phalène, trad. Hélène Bokanowski, Seuil, 1968 ; rééditions : Seuil, Points/Roman no 59, 1982 ; Seuil, Points/Nouvelles no 1193, 2004. Publié en français sous le titre La Mort de la phalène, trad. Marie Picard, Sillage, 2012. Publié en français sous le titre La Mort de la phalène, dans Œuvres romanesques, tomes I et II, Gallimard, Bibliothèque de la Pléiade, 2012.
- The Moment and Other Essays (1948)
- The Captain's Death Bed And Other Essays (1950)
- A Writer's Diary (1953), extraits du Journal de l'auteure. Publié en français sous le titre Journal d'un écrivain, trad. Germaine Beaumont, Éditions du Rocher, 1958 ; rééditions : 10/18, (2 vol.) no 1138-1139, 1977 et 2000 ; C. Bourgois, 1984.
- Granite and Rainbow (1958)
- Moments of Being (1976) Publié en français sous le titre Instants de vie, trad. Colette-Marie Huet, Stock, 1977; réédition : Le livre de poche/Biblio no 3090, 1988 ; nouvelle édition : Stock, 2006.
- Books and Portraits (1978) Publié en français dans un choix de textes sous le titre Elles, trad. Maxime Rovere, Payot & Rivages, Rivages poche, Petite bibliothèque no 759, 2012.
- Women and Writing (1979) Publié en français sous le titre Les Fruits étranges et brillants de l'art, trad. Sylvie Durastanti, Des Femmes, 1983.
- The Diary of Virginia Woolf (1979) Publié en français sous le titre Journal, trad. Colette-Marie Huet, (8 vol.), Stock, 1981. Journal intégral, 1915-1941, collection La Cosmopolite, Stock, 2008 ; traduit par Marie-Ange Dutartre et Colette-Marie Huet ; préface de Agnès Desarthe (ISBN 978-2-234-06030-2)
- The Letters of Virginia Woolf (1975-1980) Publié en français dans un choix de textes sous le titre Lettres, trad. Claude Demanuelli, Seuil, 1993 ; réédition sous le titre Ce que je suis en réalité demeure inconnu : lettres, 1901-1941, Seuil, Points no P2314, 2010. Publié en français dans un autre choix de textes sous le titre Correspondance Virginia Woolf - Lytton Strachey, trad. Lionel Leforestier, Le Promeneur, 2009.
- The Letters of Vita Sackville-West to Virginia Woolf (1984) Publié en français sous le titre Correspondance 1923-1941, avec Vita Sackville-West, trad. Raymond Las Vergnas, Stock, 1986 et nouvelle édition 2010 ; réédition : Le Livre de poche/Biblio no 32989, 2013.
- Collected Essays (2009)